# Ники Станчев
Ники Станчев е български режисьор, актьор и сценарист. Внук на популярния български оперен певец и тенор Колю Абаджимаринов.

## Биография
Станчев е роден на 30 септември 1986 г. в София. Завършил е киноактьорска школа Team Actors от 2009 до 2012. Частни уроци и киноактьорски курсове при Мери Уъркман (New York Film Academy) и Башар Рахал. Има завършен курс за професионални модели.
Снима от 2007 в пълнометражни и късометражни филми („Среднощно посещение“, „Великото яйце“, „Любовни шевове“, „Процес в Нюрнберг“ (френски), „Timed-Out“, „The Moral Line“, „Номер 1000“, „Непобедимите 2“ (американски), „Тишето“, „FATAL SIN: Kill Me If You Want“, „Нощта на Мечтите“, „Surrender“ (американски), . „Септември в Шираз“ (американски) и др.)
Участва и във втория сезон на сериала „Стъклен дом“. Също така в някои епизоди на „Седем часа разлика“ и „Столичани в повече“, както и в реклами и музикални видеоклипове на Хилда Казасян, Слави Трифонов, Лили Иванова, Спенс, P.I.F., Honn Kong и други.
През 2015 г. излиза дебютният му пълнометражен игрален филм като режисьор и сценарист – „Момичето от НиЗката Земя“ (The Girl from the Vile Land). Селектиран в топ 7 български предложения за чуждоезичен филм към наградите Оскар. 
2016 г. В Англия снима късометражния си филм „Луксозна Смърт“ (Luxury Death). Селектиран на няколко междунардни фестивала, от които номинация за най-добър късометражен филм на "Barcelona Planet Film Fest, както и е сред 10-те най-добри късометражни български филма на Българската филмова академия. Същата година поставя и първата по рода си за България фетиш постановка „Феята на Страстта“, избрана за Аскеер в категория „Иновативна драматургия" (2017).
2019 г. излиза вторият му пълнометражен игрален филм „Танго в тунела“ (Tango in The Tunnel). Част от официалната селекция на 23-тия международен София Филм Фест. Продукцията е номинирана и за най-добра драма на "Los Angeles Motion Picture Festival". Станчев изпълнява и една от главните роли в лентата. Същата година започва да преподава киноактьорско майсторство в школата на "New Actors Studio". За 2024г. школата под ръководството на Станчев печели награда за "най-добра школа за професионално обучение" на агенция "Орли образование".
През 2022 г. късметражният му филм "Клиника за Дигитално Зависими" (Digital Asylum) печели над 10 награди от международни филмови фестивали. В краят на същата година излиза игралната му новела "Не съм ли аз пазителят на братята ми?" (Am I not my brothers' Keeper?), един от първите филми говорещи за войната между Русия и Украйна. Отличен с няколко награди от световни фестивали през 2023г.
Третият пълнометражен игрален филм на Станчев излиза през 2025г. Той е режисьор и сценарист. "Децата на Бендида" (Children of Bendida) е приключенско-фентъзи. Филмът разказва за митичен остров, на който живеят само деца със специални умения под покровителството на богинята Бендида. Лентата е рядък жанър за българската кинематография.